# Microterys interpunctus
Microterys interpunctus är en stekelart som först beskrevs av Johan Wilhelm Dalman 1820.  Microterys interpunctus ingår i släktet Microterys och familjen sköldlussteklar. Arten är reproducerande i Sverige. Inga underarter finns listade i Catalogue of Life.